# Bony del Covil
El Bony del Covil és una muntanya de 2.040 metres que es troba al municipi de les Valls de Valira, a la comarca de l'Alt Urgell.